# آمبروس، ایوانچنا گوریتسا
آمبروس، ایوانچنا گوریتسا (اسلوونیایی: Ambrus, Ivančna Gorica) یک منطقهٔ مسکونی در اسلوونی است که در Lower Carniola واقع شده‌است.

## خصوصیات
آمبروس ۵٫۶۷ کیلومترمربع مساحت و ۲۶۱ نفر جمعیت دارد و ۳۵۵٫۲ متر بالاتر از سطح دریا واقع شده‌است.